# Microurania
Microurania è un genere estinto di terapsidi. Visse nel Permiano medio - superiore (circa 265 - 255 milioni di anni fa) e i suoi resti fossili sono stati ritrovati in Russia.

## Descrizione
Questo animale è conosciuto principalmente per un cranio incompleto di minuscole dimensioni: si suppone che il teschio completo fosse lungo circa 5 centimetri, e l'animale doveva essere lungo meno di 30 centimetri. Le orbite erano grandi e tonde, mentre il muso era insolitamente robusto (al contrario di quello di altri minuscoli terapsidi del Permiano russo, come Nikkasaurus); dovevano essere presenti lunghi canini, mentre dietro ai canini era presente almeno un dente a forma di foglia, simile a quello presente in Phthinosuchus.

## Classificazione
I promi fossili di Microurania vennero descritti nel 1995 sulla base di un cranio parziale ritrovato nella regione dell'Orenburg, in Russia, negli strati terminali del Permiano medio; Ivakhnenko descrisse quindi la specie Microurania minima, che attribuì a una nuova famiglia di terapsidi ancestrali (Microuraniidae). Lo stesso Ivakhnenko, nel 2003, descrisse una nuova specie di Microurania (M. mikia), sulla base di un frammento di mandibola proveniente da strati un po' più recenti (inizio del Permiano superiore) sempre della zona di Orenburg.
Alcune caratteristiche di Microurania (le orbite grandi, il dente a foglia) richiamano altri "rettili - mammiferi" russi, come Phthinosuchus e Biarmosuchus, ma le dimensioni erano di molto inferiori. È possibile che Microurania fosse un rappresentante insolito dei biarmosuchi, un gruppo di terapsidi primitivi tipici del Permiano medio e superiore.

## Paleobiologia
Non è chiaro quale fosse lo stile di vita di Microurania. È possibile che fosse un piccolo animale notturno, che forse si cibava di insetti o di piante.